# İrfan Buz
İrfan Buz (Istanbul, 15 aprile 1967) è un allenatore di calcio ed ex calciatore turco con cittadinanza tedesca, di ruolo centrocampista, tecnico del Şanlıurfaspor.

## Biografia
Buz si trasferì in Germania con la sua famiglia nel 1971 e successivamente si laureò all'Università tecnica di Dortmund.

## Carriera

### Giocatore

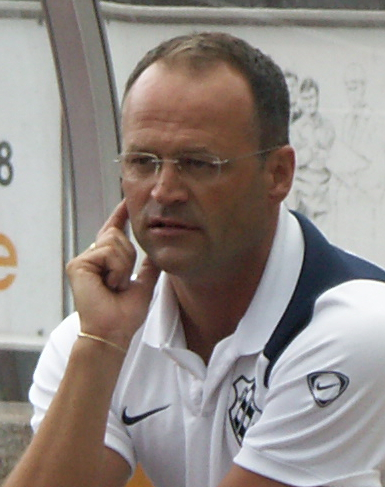
Irfan Buz 2010

Dopo aver giocato a livello giovanile in Germania si trasferì in Turchia per giocare come profesisonista. Buz si unì al Sarıyer, militante in Süper Lig, nel 1989, ma mise insieme solamente una presenza in 2 anni. Dopo aver giocato per Vanspor, Sakaryaspor e Istanbul Maltepespor, nelle varie serie turche.

### Allenatore
La carriera da allenatore inizia nel 1995, quando ricevette un'offerta per diventare giocatore-allenatore del Barışspor Hackenberg, club tedesco. Dal 1999 al 2008 diventa poi commissario tecnico delle nazionali giovanili tedesche, allenando diverse annate, dall'under-11 all'under-19. Terminata la parentesi nazionali, dal 2009 al 2013 allena il club tedesco SpVg Olpe, grazie al quale attrae l'attenzione di squadre della Süper Lig. Dal 1º luglio al 13 agosto 2013 ha allenato l'Iserlohn 46/49, prima di trasferirsi al Bursaspor come viceallenatore. Il 26 marzo successivo diventa primo allenatore del club, subentrando a Christoph Daum. Successivamente, il 23 settembre 2014, si trasferisce al Gençlerbirliği, assumendo il ruolo di allenatore. A stagione inoltrata verrà esonerato nonostante un buon piazzamento in campionato, a favore di Mesut Bakkal. Passa poi al Yeni Malatyaspor, allora militante in TFF 1. Lig, che aiuta ad essere promosso in Süper Lig nella sua ultima stagione col club. Nel 2017 diventa allenatore dell'Ankaraspor, col quale retrocederà al termine della stagione. Rimane senza contratto come allenatore per un anno, fino alla firma con il Samsunspor nel giugno 2019.